# Fountain (Colorado)
Fountain ist eine Stadt im El Paso County, im US-Bundesstaat Colorado, die als Home Rule Municipality geführt wird. Nach US-Census 2020 leben hier 29.802 Menschen. Das Einzugsgebiet der Stadt beträgt 36,3 km².

## Lage
Fountain befindet sich im mittleren Colorado auf etwa 1.690 m Höhe. Die Stadt liegt circa 16 km südlich von Colorado Springs, direkt an der Interstate 25.

## Geschichte
Der Ort wurde im Jahr 1859 an einem Verladebahnhof für Güter aus der Umgebung gegründet. Namensgebend war der 120 Kilometer lange Fluss Fountain Creek.

## Demographie
Neuesten Schätzungen zufolge hat Fountain 27.062 Einwohner (Stand: 2015). Dies bedeutet seit dem Jahr 2000 ein Wachstum von 81,8 %. Das Durchschnittsalter liegt mit 29,9 Jahren unterhalb des Mittels von ganz Colorado. 2015 lag das durchschnittliche Einkommen pro Haushalt bei 58.922 US-Dollar.